# Clément Vergé

a Compétitions nationales et continentales officielles uniquement.

b Matchs officiels uniquement.
Dernière mise à jour le 2 mars 2025.
Clément Vergé, né le 13 septembre 2001 à Saint-Lizier (Ariège), est un joueur français de rugby à XV évoluant au poste de deuxième ligne au Stade toulousain.
Il remporte le championnat de France en 2023, 2024 et 2025 avec le Stade toulousain. 

## Biographie

### Jeunesse et formation
Clément Vergé débute le rugby à l'âge de cinq ans avec Saint-Girons sporting club Couserans, puis il rejoint le centre de formation du Stade toulousain en 2018.
Durant la saison 2020-2021, il remporte le championnat de France espoirs avec Toulouse face aux espoirs de l'USA Perpignan. Il est titulaire au poste en deuxième ligne aux côtés de Joshua Brennan lors de cette finale remportée 29 à 22,. L'année suivante, en 2021-2022, il est de nouveau finaliste du championnat de France espoir. Cette fois les Toulousains affrontent le Sade aurillacois. Durant ce match, il est titulaire mais Aurillac s'impose finalement 37 à 26,.
En parallèle de sa carrière en rugby, Clément Vergé suit des études de biologie à l'université Paul Sabatier à Toulouse.

### Carrière en club
Clément Vergé dispute son premier match avec l'équipe professionnelle le 29 octobre 2022, à l'occasion de la neuvième journée de Top 14 de la saison 2022-2023, au stade Jean-Dauger face à l'Aviron bayonnais. Il débute la rencontre sur le banc des remplaçants avant d'entrer en jeu à la 56e minute à la place de Joshua Brennan. Il dispute ensuite son premier match en tant que titulaire le 25 mars 2023 face au Castres olympique. Durant la suite de la saison, le Stade toulousain est éliminé en demi-finale de la Champions Cup, par le Leinster, une défaite 41 à 22,. Toutefois, en championnat, les Toulousains terminent à la première place de la saison régulière, se qualifiant donc en demi-finale où ils battent largement le Racing 92 sur le score de 41 à 14 et retrouvent donc le Stade rochelais en finale, comme en 2021,. Dans un match très serré, Toulouse s'impose en fin de match et l'emporte 29 à 26,. Bien qu'il ne participe pas à la phase finale, Clément Vergé remporte le Championnat de France pour la première fois de sa carrière. Au total, il a joué joué cinq matchs dont deux titularisations pour sa première saison en Top 14. À l'issue de celle-ci, il prolonge son contrat avec son club formateur jusqu'en 2025.
Cette saison, il participe également au championnat de France espoirs qui voit son équipe atteindre la finale. Pour cette rencontre face à l'Union Bordeaux Bègles, il est titulaire au poste deuxième ligne et son équipe s'impose 43 à 7. Il remporte ainsi cette compétition pour la seconde fois de sa carrière, après 2021,.
Durant la saison 2023-2024, Clément Vergé se révèle et intègre la rotation à son poste dans son club formateur. Il prend part à quatorze rencontres et marque notamment le premier essai de sa carrière lors de la onzième journée de championnat, contre le Stade rochelais. Cette saison, les Toulousains remportent la Champions Cup en battant le Leinster en finale, mais Vergé ne participe à aucune rencontre dans la compétition.  Puis, le club atteint la finale du Top 14. À la suite des blessures d'Emmanuel Meafou et de Piula Faasalele, Clément Vergé entre sur la feuille de match pour ce match au Stade Vélodrome de Marseille, contre l'Union Bordeaux Bègles, alors qu'il n'avait pas été retenu pour la demi-finale,. Commençant la partie sur le banc des remplaçants, il entre en jeu à la 66e minute à la place d'Alexandre Roumat. Quelques minutes après son entrée, il intercepte un ballon qui permet aux siens de marquer un essai, inscrit par Blair Kinghorn. Les Toulousains l'emportent 59 à 3, plus large score de l'histoire en finale du championnat de France.

### Carrière internationale
En juin 2021, il est convoqué en équipe de France des moins de 20 ans au cours du Tournoi des Six nations des moins de 20 ans. En juillet 2021, il dispute deux matchs du Tournoi face aux pays de Galles et l'Écosse.
En janvier 2025, il est convoqué en équipe de France par Fabien Galthié dans un groupe élargi de 42 joueurs pour préparer le Tournoi des Six nations.

## Statistiques

### En club
| Saison    | Club             | Championnat | Championnat | Championnat | Coupe d'Europe | Coupe d'Europe | Coupe d'Europe |
| Saison    | Club             | Compétition | M           | Ess.        | Compétition    | M              | Ess.           |
| --------- | ---------------- | ----------- | ----------- | ----------- | -------------- | -------------- | -------------- |
| 2022-2023 | Stade toulousain | Top 14      | 5           | 0           | Champions Cup  | -              | -              |
| 2023-2024 | Stade toulousain | Top 14      | 14          | 1           | Champions Cup  | -              | -              |
| Total     | Total            | Top 14      | 19          | 1           | Champions Cup  | 0              | 0              |

### Internationales
Clément Vergé a disputé deux matchs avec l'équipe de France des moins de 20 ans en une saison, prenant part à une édition du Tournoi des Six Nations en 2021. Il n'a pas inscrit de points.

## Palmarès
- Stade toulousain
  - Vainqueur du Championnat de France espoirs en 2021 et 2023
  - Finaliste du Championnat de France espoirs en 2022
  - Vainqueur du Championnat de France en 2023, 2024 et 2025[N 1]